# Ковали (танец)
Ковали (укр. Ковалі; бел. Каваль) — украинский и белорусский сюжетный народный танец, в котором демонстрируется работа кузнецов в кузнице.
Украинский вариант танца исполняется парнями: три человека стоят в одной линии. Первый человек в ряду выполняет роль «кузнеца», а остальные мужчины являются помощниками кузнеца.
Белорусский вариант зафиксирован в Гродненской, Гомельской и Витебской областях. Пластический лейтмотив — удар молота по наковальне, что во многих вариантах воспроизводился по-разному: кулаками по колену, каблуками или палками об пол, ладонью об ладонь. У белорусов танец сопровождается разными частушками, например:

| Оригинал Я праз кузню ішла, Малаток знайшла! Любі мяне, кавалёк, Падарую малаток. | Перевод Я через кузницу шла, Молоток нашла! Люби меня, ковалёк, Подарю молоток. |